# Расел Спрингс (Канзас)
Расел Спрингс (енгл. Russell Springs) град је у америчкој савезној држави Канзас.

## Демографија
По попису из 2010. године број становника је 24, што је 8 (-25,0%) становника мање него 2000. године.
| Група             | 2000.       | 2010.       |
| Белци             | 32 (100,0%) | 24 (100,0%) |
| Афроамериканци    | 0 (0,0%)    | 0 (0,0%)    |
| Азијати           | 0 (0,0%)    | 0 (0,0%)    |
| Хиспаноамериканци | 0 (0,0%)    | 0 (0,0%)    |
| Укупно            | 32          | 24          |